# إيتريتينيت
إيتريتينيت Etretinate هو ريتينوئيد عطري لذلك يملك خصائص محبة للدسم عالية، وبالتالي تستمر آثاره لفترة طويلة حتى بعد إيقاف الدواء. يمكن تحري آثار الدواء في البلازما بعد 3 سنوات من إيقاف العلاج. يملك هامش علاجي ضيق وعمر نصفي طويل يبلغ 120 يوم حتى يتم التخلص منه.

## الاستخدام
يستخدم لعلاج الحالات الشديدة للصدفية.

## الآثار الجانبية
- يعد مشوه للأجنة ويسبب عيوب خلقية، فيجب إجراء اختبار الحمل قبل أسبوعين من بدء الدواء، ويجب تحديد النسل أثناء الاستخدام وبعد إيقاف الدواء بمدة ثلاث سنوات.
- لايعطى للأطفال كونه يتداخل مع نمو العظام.
- التهاب الكبد.
- ورم دماغي كاذب.
- فرط تعظم منتشر مجهول السبب.
- اضطراب معدة.
- جفاف الأنف ونزيفه.
- تشقق الشفتين، وتقرح الفم، ونزيف الللثة.
- زيادة العطش.
- جفاف الجلد.
- تساقط الشعر.
- جفاف العين.

يجب تجنب مشاركته مع منتجات الفيتامين أ.